# Markt Berolzheim
Markt Berolzheim är en köping (Markt) i Landkreis Weißenburg-Gunzenhausen i Regierungsbezirk Mittelfranken i förbundslandet Bayern i Tyskland.
Köpingen ingår i kommunalförbundet Altmühltal tillsammans med kommunerna Alesheim, Dittenheim och Meinheim.